# Typhonia meliphaea
Typhonia meliphaea is een vlinder uit de familie van de zakjesdragers (Psychidae). De wetenschappelijke naam van de soort is voor het eerst geldig gepubliceerd in 1916 door Edward Meyrick.